# غوتفريد بوهم
غوتفريد بوهم (بالألمانية: Gottfried Boehm)‏ هو مؤرخ الفن ألماني، ولد في 19 سبتمبر 1942 في Broumov ‏ في التشيك.

## وصلات خارجية
- الموقع الرسمي